# ナマケグマ
ナマケグマ（懶熊、学名: Melursus ursinus）は、哺乳綱ネコ目（食肉目）クマ科ナマケグマ属に分類されるクマ。本種のみでナマケグマ属を構成する。

## 分布
M. u. ursinus
インド、ネパール、バングラデシュ、ブータン
M. u. inornatus
スリランカ

## 形態
体長140-190センチメートル。尾長10-12.5センチメートル。肩高60-92センチメートル。体重オス80-145キログラム、メス55-90キログラム。頭部は大型。全身は長い体毛で被われる。毛衣は黒いが、褐色や灰色の体毛が混じったり赤褐色の個体もいる。胸部にアルファベットの「U」や「Y」字状の白や黄色、赤褐色などの斑紋が入る。

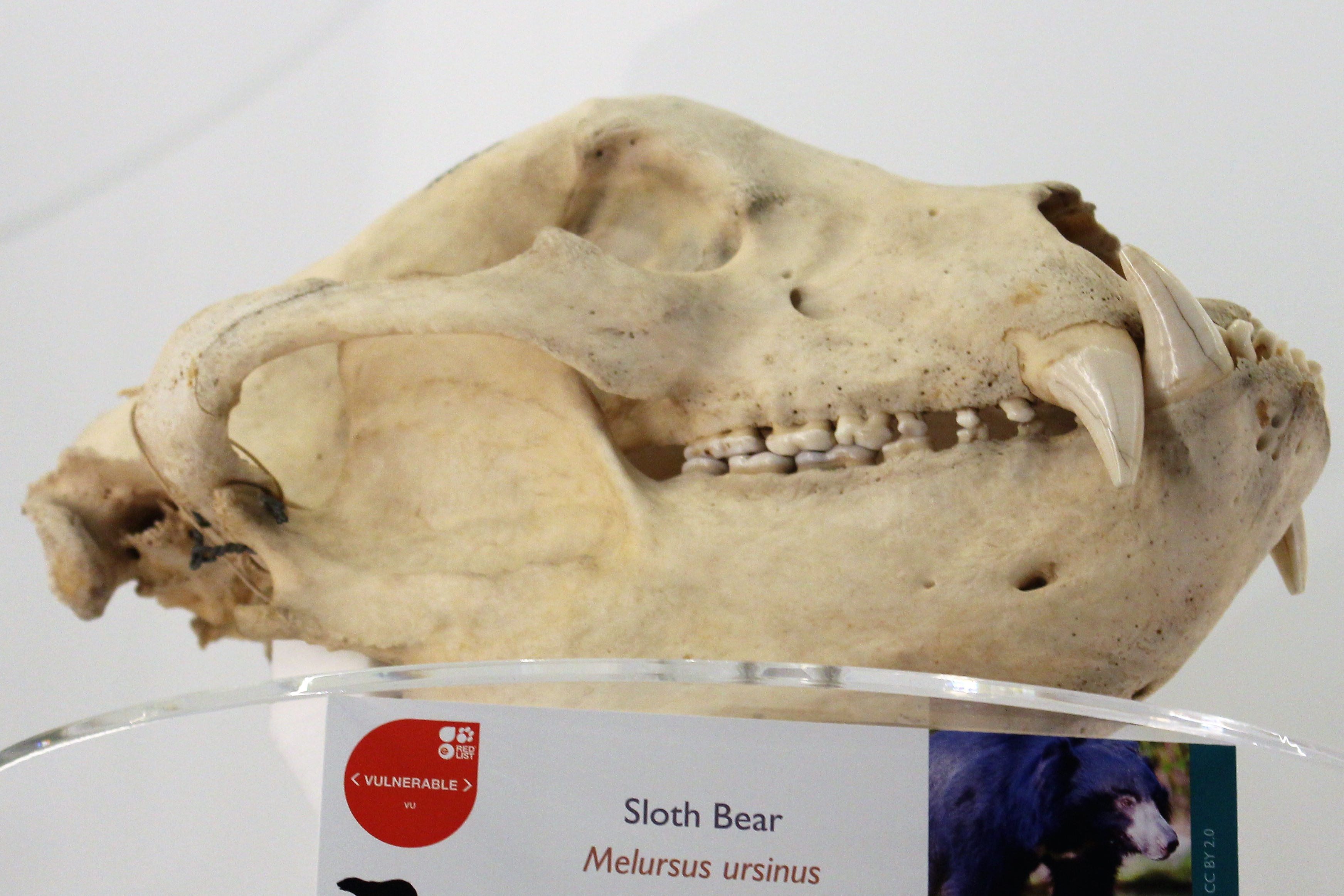
頭骨

眼や耳介は小型。鼻孔は閉じる事ができる。鼻面は長い。唇は突出し体毛がなく、吻端も含めて可動性は大きい。上顎の門歯は左右に2本ずつで上顎中央部に門歯がなく、これによりシロアリを吸いこむのに適している。前肢は内側へ向かい、後肢は短い。指趾には湾曲した白く長い爪が生える。

## 分類
- Melursus ursinus ursinus　(Shaw, 1791)
- Melursus ursinus inornatus　Pucheran, 1855

## 生態
草原、有刺植物からなる低木林、湿度の高い常緑樹林などに生息する。夜行性。湾曲した爪を使い木にぶら下がることも可能で、その姿がナマケモノを連想させることが名前の由来。
食性は雑食で、主にシロアリを食べるが昆虫、鳥類の卵、動物の死骸、花、果実、蜂蜜なども食べる。シロアリは唇と舌をすぼめてゴミを吹き飛ばしてから、吸いこんで食べる。
繁殖形態は胎生。繁殖期はインド北部の個体群は7月だが、インド南部の個体群は周年繁殖する。妊娠期間は6-7か月。地中の巣穴で1回に1-3頭（通常2頭）の幼獣を産む。幼獣は生後3か月は母親と一緒に巣穴にひきこもる。幼獣は生後1年6か月-3年は母親と一緒に生活し、幼獣は母親の背中につかまって移動する。

## 人間との関係

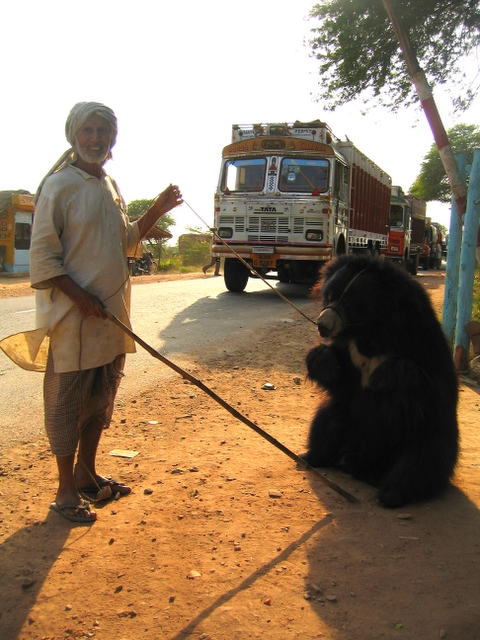
熊使いと訓練されたナマケグマ

胆嚢が薬用になると信じられている。インドではオスの性器が媚薬に、骨や歯、爪が魔除けになると信じられている。大道芸用に幼獣が罠で捕られることもある。
農作物に被害をもたらし、人を襲うこともある。オリッサ州では1990-1995年度に66人が、マディヤ・プラデーシュ州では1989-1994年度に607人が本種によって死亡している。他方で、人里に降りてきて人間になつきペット化した例も報告されている。
農地開発、放牧、木材および果実や蜂蜜などの採取、単一種の植林による生息地の破壊、乱獲により生息数は減少している。インドでは法的に保護の対象とされ、自己防衛や防除目的以外の狩猟、部位の取引および輸出が禁止されている。
またインドでは熊使いによって大道芸を仕込ませるといった動きもあったが、1972年の研究と1973年の研究では数の減少が見られている。
日本では1965年に野毛山動物園が飼育下繁殖に成功した（1960年および1963年にも繁殖例があるが幼獣は生後4か月以内に死亡）。2015年4月に、札幌市円山動物園で飼育されている個体（メス）が死んだ事により、日本に個体は現存しない  。